# Заречный (Новосибирская область)
Заречный — посёлок в Куйбышевском районе Новосибирской области. Входит в состав Октябрьского сельсовета.

## История
Решением Куйбышевского районного Собрания представителей населения от 23.06.95 «О наименовании вновь возникших населенных пунктов» появились названия посёлков «Заречный» и «Малые Кайлы» Октябрьского сельсовета Куйбышевского района.
Образован решением Законодательного Собрания Новосибирской области от 24 августа 1995 года «Об образовании населенных пунктов в Куйбышевском районе Новосибирской области»

## Население
| 2002 | 2007 | 2010 |
| ---- | ---- | ---- |
| 226  | ↗259 | ↘244 |

## География
Площадь посёлка — 20 гектаров.

## Инфраструктура
В посёлке по данным на 2007 год отсутствует социальная инфраструктура.